# Tours préliminaires à la Coupe du monde de football 1966
Navigation
Éliminatoires 1962 Éliminatoires 1970
Cette page vous présente les différents tours préliminaires à la Coupe du monde 1966. C'est la 7e édition des éliminatoires depuis 1934.
51 pays participent à ce tour qualificatif.
Répartition des places qualificatives par zone :
- Zone Europe : 10 places (9 places qualificatives + l'Angleterre, pays organisateur)
- Zone Amérique du Sud : 4 places (3 places qualificatives + le Brésil, champion du monde en titre)
- Zone Asie/Afrique/Océanie : 1 place
- Zone Amérique du Nord, centrale et Caraïbes : 1 place

## Zone Europe
32 équipes sont inscrites aux éliminatoires de la Coupe du monde 1966, pour seulement 9 places en phase finale. Les équipes sont réparties en 9 poules : 4 groupes de 3 et 5 groupes de 4. Seul le premier de chaque groupe obtient son billet pour l'Angleterre.

En cas d'égalité pour la première place, un match d'appui est disputé sur terrain neutre. Les groupes 1 et 9 verront ce cas de figure avec des barrages entre la Bulgarie et la Belgique à Florence d'un côté et l'Espagne et l'Irlande à Colombes de l'autre.

### Groupe 1:Bulgarie
Dans le groupe 1, la Belgique et la Bulgarie terminent premiers ex æquo et disputent un match d'appui à Florence, qui voit la Bulgarie s'imposer et décrocher son billet pour l'Angleterre. Pour la première fois, Israël participe aux éliminatoires de la zone Europe, après avoir quitté l'AFC. 
| Rang | Équipe   | Pts | J | G | N | P | Bp | Bc | Diff |  | Résultats (▼ dom., ► ext.) |     |     |     |
| ---- | -------- | --- | - | - | - | - | -- | -- | ---- |  | -------------------------- | --- | --- | --- |
| 1    | Belgique | 6   | 4 | 3 | 0 | 1 | 11 | 3  | +8   |  | Belgique                   |     | 5-0 | 1-0 |
| 1    | Bulgarie | 6   | 4 | 3 | 0 | 1 | 9  | 6  | +3   |  | Bulgarie                   | 3-0 |     | 4-0 |
| 3    | Israël   | 0   | 4 | 0 | 0 | 4 | 1  | 12 | -11  |  | Israël                     | 0-5 | 1-2 |     |

Match d'appui
| 29 décembre 1965 | Bulgarie            | 2 - 1 | Belgique            | Communale, Florence                           |                                               |
|                  | Asparukhov 19e, 20e |       | Gaganelov 75e (csc) | Spectateurs : 11 659 Arbitrage : M. Sbardella | Spectateurs : 11 659 Arbitrage : M. Sbardella |
|                  | détails             |       |                     | Spectateurs : 11 659 Arbitrage : M. Sbardella | Spectateurs : 11 659 Arbitrage : M. Sbardella |

### Groupe 2:Allemagne de l'Ouest
Dans le groupe 2, la RFA se qualifie pour le Mondial sans trop de difficulté, terminant devant la Suède et une très faible équipe de Chypre.
| Rang | Équipe               | Pts | J | G | N | P | Bp | Bc | Diff |  | Résultats (▼ dom., ► ext.) |     |     |     |
| ---- | -------------------- | --- | - | - | - | - | -- | -- | ---- |  | -------------------------- | --- | --- | --- |
| 1    | Allemagne de l'Ouest | 7   | 4 | 3 | 1 | 0 | 14 | 2  | +12  |  | Allemagne de l'Ouest       |     | 1-1 | 5-0 |
| 2    | Suède                | 5   | 4 | 2 | 1 | 1 | 10 | 3  | +7   |  | Suède                      | 1-2 |     | 3-0 |
| 3    | Chypre               | 0   | 4 | 0 | 0 | 4 | 0  | 19 | -19  |  | Chypre                     | 0-6 | 0-5 |     |

### Groupe 3:France
À l'issue d'un parcours presque parfait (5 victoires pour une seule défaite en Yougoslavie), la France décroche son billet pour la Coupe du monde devant la Norvège et la Yougoslavie. Le Luxembourg se classe dernier après avoir perdu tous ses matchs.
| Rang | Équipe      | Pts | J | G | N | P | Bp | Bc | Diff |  | Résultats (▼ dom., ► ext.) |     |     |     |     |
| ---- | ----------- | --- | - | - | - | - | -- | -- | ---- |  | -------------------------- | --- | --- | --- | --- |
| 1    | France      | 10  | 6 | 5 | 0 | 1 | 9  | 2  | +7   |  | France                     |     | 1-0 | 1-0 | 4-1 |
| 2    | Norvège     | 7   | 6 | 3 | 1 | 2 | 10 | 5  | +5   |  | Norvège                    | 0-1 |     | 3-0 | 4-2 |
| 3    | Yougoslavie | 7   | 6 | 3 | 1 | 2 | 10 | 8  | +2   |  | Yougoslavie                | 1-0 | 1-1 |     | 3-1 |
| 4    | Luxembourg  | 0   | 6 | 0 | 0 | 6 | 6  | 20 | -14  |  | Luxembourg                 | 0-2 | 0-2 | 2-5 |     |

### Groupe 4:Portugal
Grande première pour le Portugal : les coéquipiers d'Eusébio vont participer à la Coupe du monde après avoir terminé en tête de leur poule, devançant la Tchécoslovaquie (finaliste de la Coupe du monde 1962), la Roumanie et la Turquie. 
| Rang | Équipe          | Pts | J | G | N | P | Bp | Bc | Diff |  | Résultats (▼ dom., ► ext.) |     |     |     |     |
| ---- | --------------- | --- | - | - | - | - | -- | -- | ---- |  | -------------------------- | --- | --- | --- | --- |
| 1    | Portugal        | 9   | 6 | 4 | 1 | 1 | 9  | 4  | +5   |  | Portugal                   |     | 0-0 | 2-1 | 5-1 |
| 2    | Tchécoslovaquie | 7   | 6 | 3 | 1 | 2 | 12 | 4  | +8   |  | Tchécoslovaquie            | 0-1 |     | 3-1 | 3-1 |
| 3    | Roumanie        | 6   | 6 | 3 | 0 | 3 | 9  | 7  | +2   |  | Roumanie                   | 2-0 | 1-0 |     | 3-0 |
| 4    | Turquie         | 2   | 6 | 1 | 0 | 5 | 4  | 19 | -15  |  | Turquie                    | 0-1 | 0-6 | 2-1 |     |

### Groupe 5:Suisse
La Suisse termine première de la poule 5, juste devant l'Irlande du Nord et les Pays-Bas. L'Albanie termine à la dernière place du groupe.
| Rang | Équipe          | Pts | J | G | N | P | Bp | Bc | Diff |  | Résultats (▼ dom., ► ext.) |     |     |     |     |
| ---- | --------------- | --- | - | - | - | - | -- | -- | ---- |  | -------------------------- | --- | --- | --- | --- |
| 1    | Suisse          | 9   | 6 | 4 | 1 | 1 | 7  | 3  | +4   |  | Suisse                     |     | 2-1 | 2-1 | 1-0 |
| 2    | Irlande du Nord | 8   | 6 | 3 | 2 | 1 | 9  | 5  | +4   |  | Irlande du Nord            | 1-0 |     | 2-1 | 4-1 |
| 3    | Pays-Bas        | 6   | 6 | 2 | 2 | 2 | 6  | 4  | +2   |  | Pays-Bas                   | 0-0 | 0-0 |     | 2-0 |
| 4    | Albanie         | 1   | 6 | 0 | 1 | 5 | 2  | 12 | -10  |  | Albanie                    | 0-2 | 1-1 | 0-2 |     |

### Groupe 6:Hongrie
Dans une poule comprenant 3 équipes d'Europe centrale (RDA, Autriche et Hongrie), ce sont les Hongrois qui terminent premiers et invaincus, une performance seulement réussie par la RFA au sein de la zone Europe.
| Rang | Équipe             | Pts | J | G | N | P | Bp | Bc | Diff |  | Résultats (▼ dom., ► ext.) |     |     |     |
| ---- | ------------------ | --- | - | - | - | - | -- | -- | ---- |  | -------------------------- | --- | --- | --- |
| 1    | Hongrie            | 7   | 4 | 3 | 1 | 0 | 8  | 3  | +5   |  | Hongrie                    |     | 3-2 | 3-0 |
| 2    | Allemagne de l'Est | 4   | 4 | 1 | 2 | 1 | 5  | 5  | 0    |  | Allemagne de l'Est         | 1-1 |     | 1-0 |
| 3    | Autriche           | 1   | 4 | 0 | 1 | 3 | 1  | 6  | -5   |  | Autriche                   | 0-1 | 1-1 |     |

### Groupe 7:Union soviétique
Dans ce groupe à 4 équipes, c'est l'URSS qui se qualifie pour la Coupe du monde, terminant en tête de la poule devant le Pays de Galles, la Grèce et le Danemark.
| Rang | Équipe           | Pts | J | G | N | P | Bp | Bc | Diff |  | Résultats (▼ dom., ► ext.) |     |     |     |     |
| ---- | ---------------- | --- | - | - | - | - | -- | -- | ---- |  | -------------------------- | --- | --- | --- | --- |
| 1    | Union soviétique | 10  | 6 | 5 | 0 | 1 | 19 | 6  | +13  |  | Union soviétique           |     | 2-1 | 3-1 | 6-0 |
| 2    | Pays de Galles   | 6   | 6 | 3 | 0 | 3 | 11 | 9  | +2   |  | Pays de Galles             | 2-1 |     | 4-1 | 4-2 |
| 3    | Grèce            | 5   | 6 | 2 | 1 | 3 | 10 | 14 | -4   |  | Grèce                      | 1-4 | 2-0 |     | 4-2 |
| 4    | Danemark         | 3   | 6 | 1 | 1 | 4 | 7  | 18 | -11  |  | Danemark                   | 1-3 | 4-0 | 1-1 |     |

### Groupe 8:Italie
L'Italie, grande favorite du groupe, se qualifie pour la phase finale, aux dépens de l'Écosse, la Pologne et la Finlande.
| Rang | Équipe   | Pts | J | G | N | P | Bp | Bc | Diff |  | Résultats (▼ dom., ► ext.) |     |     |     |     |
| ---- | -------- | --- | - | - | - | - | -- | -- | ---- |  | -------------------------- | --- | --- | --- | --- |
| 1    | Italie   | 9   | 6 | 4 | 1 | 1 | 17 | 3  | +14  |  | Italie                     |     | 3-0 | 6-1 | 6-1 |
| 2    | Écosse   | 7   | 6 | 3 | 1 | 2 | 8  | 8  | 0    |  | Écosse                     | 1-0 |     | 1-2 | 3-1 |
| 3    | Pologne  | 6   | 6 | 2 | 2 | 2 | 11 | 10 | +1   |  | Pologne                    | 0-0 | 1-1 |     | 7-0 |
| 4    | Finlande | 2   | 6 | 1 | 0 | 5 | 5  | 20 | -15  |  | Finlande                   | 0-2 | 1-2 | 2-0 |     |

### Groupe 9:Espagne
Le groupe 9 comporte à l'origine 3 équipes : l'Espagne, la république d'Irlande et la Syrie, équipe asiatique versée pour ces éliminatoires dans la zone Europe. La Syrie déclare forfait, par solidarité avec les équipes africaines qui protestent contre le nombre peu élevé de places accordées au continent africain. Par conséquent, ce groupe 9 se résume à un duel entre l'Espagne et la république d'Irlande. Les 2 équipes s'imposent chacune à domicile et se retrouvent à égalité de points. Les scores étant ignorés par le règlement (pas de prise en compte de la différence de buts), l'Espagne et la république d'Irlande doivent à nouveau se rencontrer lors d'un match d'appui disputé sur terrain neutre pour décider de la qualification.
| Rang | Équipe               | Pts     | J       | G       | N       | P       | Bp      | Bc      | Diff    |  | Résultats (▼ dom., ► ext.) |     |     |
| ---- | -------------------- | ------- | ------- | ------- | ------- | ------- | ------- | ------- | ------- |  | -------------------------- | --- | --- |
| 1    | Espagne              | 2       | 2       | 1       | 0       | 1       | 4       | 2       | +2      |  | Espagne                    |     | 4-1 |
| 1    | République d'Irlande | 2       | 2       | 1       | 0       | 1       | 2       | 4       | -2      |  | République d'Irlande       | 1-0 |     |
| -    | Syrie                | Forfait | Forfait | Forfait | Forfait | Forfait | Forfait | Forfait | Forfait |  | Syrie                      |     |     |

Match d'appui
Le match d'appui devait initialement avoir lieu à Londres ce qui aurait été un atout indéniable pour les Irlandais. Les fédérations espagnole et irlandaise trouvèrent un accord et le match fut organisé à Colombes. 
| 10 novembre 1965 | Espagne    | 1 - 0 | République d'Irlande | Stade de Colombes, Colombes                  |                                              |
|                  | Ufarte 80e |       |                      | Spectateurs : 35 731 Arbitrage : M. Schwinte | Spectateurs : 35 731 Arbitrage : M. Schwinte |
|                  | détails    |       |                      | Spectateurs : 35 731 Arbitrage : M. Schwinte | Spectateurs : 35 731 Arbitrage : M. Schwinte |

## Zone Amsud
9 équipes se disputent en 3 poules les 3 places en phase finale.

### Groupe 1:Uruguay
| Rang | Équipe    | Pts | J | G | N | P | Bp | Bc | Diff |  | Résultats (▼ dom., ► ext.) |     |     |     |
| ---- | --------- | --- | - | - | - | - | -- | -- | ---- |  | -------------------------- | --- | --- | --- |
| 1    | Uruguay   | 8   | 4 | 4 | 0 | 0 | 11 | 2  | +9   |  | Uruguay                    |     | 2-1 | 5-0 |
| 2    | Pérou     | 4   | 4 | 2 | 0 | 2 | 8  | 6  | +2   |  | Pérou                      | 0-1 |     | 1-0 |
| 3    | Venezuela | 0   | 4 | 0 | 0 | 4 | 4  | 15 | -11  |  | Venezuela                  | 1-3 | 3-6 |     |

### Groupe 2:Chili
| Rang | Équipe   | Pts | J | G | N | P | Bp | Bc | Diff |  | Résultats (▼ dom., ► ext.) |     |     |     |
| ---- | -------- | --- | - | - | - | - | -- | -- | ---- |  | -------------------------- | --- | --- | --- |
| 1    | Chili    | 5   | 4 | 2 | 1 | 1 | 12 | 7  | +5   |  | Chili                      |     | 3-1 | 7-2 |
| 1    | Équateur | 5   | 4 | 2 | 1 | 1 | 6  | 5  | +1   |  | Équateur                   | 2-2 |     | 2-0 |
| 3    | Colombie | 2   | 4 | 1 | 0 | 3 | 4  | 10 | -6   |  | Colombie                   | 2-0 | 0-1 |     |

Match d'appui
| 12 octobre 1965 | Chili                    | 2 - 1 | Équateur  | Estadio Nacional, Lima                        |                                               |
|                 | Sánchez 15e · Marcos 40e |       | Gómez 90e | Spectateurs : 44 864 Arbitrage : M. Goicochea | Spectateurs : 44 864 Arbitrage : M. Goicochea |

### Groupe 3:Argentine
| Rang | Équipe    | Pts | J | G | N | P | Bp | Bc | Diff |  | Résultats (▼ dom., ► ext.) |     |     |     |
| ---- | --------- | --- | - | - | - | - | -- | -- | ---- |  | -------------------------- | --- | --- | --- |
| 1    | Argentine | 7   | 4 | 3 | 1 | 0 | 9  | 2  | +7   |  | Argentine                  |     | 3-0 | 4-1 |
| 2    | Paraguay  | 3   | 4 | 1 | 1 | 2 | 3  | 5  | -2   |  | Paraguay                   | 0-0 |     | 2-0 |
| 3    | Bolivie   | 2   | 4 | 1 | 0 | 3 | 4  | 9  | -5   |  | Bolivie                    | 1-2 | 2-1 |     |

## Zones Afrique/Asie/Océanie
La FIFA  place tous les pays des trois continents d'Afrique, d'Asie et d'Océanie dans le même groupe d'éliminatoires n'attribuant qu'une seule place qualificative pour la phase finale. Les pays africains qui revendiquaient un quota qualificatif à part entière pour leur continent protestent unanimement en se retirant de la compétition. Il ne reste plus que la Corée du Nord et l'Australie. Tout le monde est certain que l'Australie va gagner, mais les Coréens, en faisant preuve d'une redoutable coordination et d'une grande discipline, gagnent les deux matchs et se qualifient pour l'étape suivante. Une nation asiatique, la Syrie ne participe pas aux éliminatoires de cette zone puisqu'elle est versée dans la zone Europe mais elle déclare forfait.

### Zone Afrique

#### 1ertour

##### Groupe 1
|  | Équipe |         |  |  |  |  |  |  |  |
|  | ------ | ------- |  |  |  |  |  |  |  |
|  | Ghana  | forfait |  |  |  |  |  |  |  |
|  | Guinée | forfait |  |  |  |  |  |  |  |

##### Groupe 2
|  | Équipe   |         |  |  |  |  |  |  |  |
|  | -------- | ------- |  |  |  |  |  |  |  |
|  | Cameroun | forfait |  |  |  |  |  |  |  |
|  | Soudan   | forfait |  |  |  |  |  |  |  |

##### Groupe 3
|  | Équipe  |         |  |  |  |  |  |  |  |
|  | ------- | ------- |  |  |  |  |  |  |  |
|  | Tunisie | forfait |  |  |  |  |  |  |  |
|  | Algérie | forfait |  |  |  |  |  |  |  |
|  | Liberia | forfait |  |  |  |  |  |  |  |

##### Groupe 4
|  | Équipe  |         |  |  |  |  |  |  |  |
|  | ------- | ------- |  |  |  |  |  |  |  |
|  | Maroc   | forfait |  |  |  |  |  |  |  |
|  | Sénégal | forfait |  |  |  |  |  |  |  |
|  | Mali    | forfait |  |  |  |  |  |  |  |

##### Groupe 5
|  | Équipe   |         |  |  |  |  |  |  |  |
|  | -------- | ------- |  |  |  |  |  |  |  |
|  | Éthiopie | forfait |  |  |  |  |  |  |  |
|  | Gabon    | forfait |  |  |  |  |  |  |  |

##### Groupe 6
|  | Équipe                |         |  |  |  |  |  |  |  |
|  | --------------------- | ------- |  |  |  |  |  |  |  |
|  | République arabe unie | forfait |  |  |  |  |  |  |  |
|  | Libye                 | forfait |  |  |  |  |  |  |  |
|  | Nigeria               | forfait |  |  |  |  |  |  |  |

#### 2etour
Ce deuxième tour aurait dû voir s'affronter les premiers de chacun des 6 groupes pour déterminer les 3 équipes qualifiées pour le tour final Afrique/Asie/Océanie. Pour protester contre l'attribution d'une place unique pour les continents asiatique, africain et océanique, les équipes africaines engagées se sont retirées de la compétition, aucune équipe ne participe au tour final face au vainqueur de la zone Asie/Océanie.

### Zone Asie/Océanie
Quatre équipes devaient se rencontrer dans le groupe unique de la zone Asie/Océanie : la Corée du Nord, la Corée du Sud, l'Australie et l'Afrique du Sud (exceptionnellement versée dans la zone Asie/Océanie pour ces éliminatoires). Mais l'Afrique du Sud est disqualifiée et suspendue par la FIFA avant le début de la compétition, tandis que la Corée du Sud déclare forfait lorsqu'elle apprend que l'AFC a décidé d'organiser le tournoi de qualification au Cambodge et non plus au Japon comme initialement prévu. Il ne reste plus en lice que la Corée du Nord et l'Australie, qui vont s'affronter en matchs « aller et retour », à Phnom Penh. Le vainqueur de ce duel se qualifie pour le tour final.
| 21 novembre 1965          | Corée du Nord                                                                      | 6 - 1 | Australie            | Stade Olympique, Phnom Penh              |                                          |
| Historique des rencontres | Pak Doo-ik 15e · Pak Seung-jin 54e, 80e · On Seung-hwi 58e · Han Bong-zin 65e, 88e |       | Scheinflug 70e (pen) | Spectateurs : 60 000 Arbitrage : M. Nice | Spectateurs : 60 000 Arbitrage : M. Nice |

| 24 novembre 1965          | Australie      | 1 - 3 | Corée du Nord                             | Stade olympique, Phnom Penh                    |                                                |
| Historique des rencontres | Scheinflug 15e |       | Kim Seung-il 18e, 75e · Pak Seung-jin 53e | Spectateurs : 55 000 Arbitrage : Greg De Silva | Spectateurs : 55 000 Arbitrage : Greg De Silva |

### Tour final:Corée du Nord
Dans ce dernier tour, 3 équipes africaines et le vainqueur de la zone Asie/Océanie devaient s'affronter au sein d'une poule unique pour déterminer le pays qualifié pour la phase finale de la Coupe du monde. Comme toutes les équipes africaines ont déclaré forfait, c'est la Corée du Nord qui se qualifie pour la Coupe du monde 1966.

## Zone Amérique du Nord, centrale et Caraïbes

### Premier tour

#### Groupe 1
| Rang | Équipe                 | Pts | J | G | N | P | Bp | Bc | Diff |  | Résultats (▼ dom., ► ext.) |     |     |     |
| ---- | ---------------------- | --- | - | - | - | - | -- | -- | ---- |  | -------------------------- | --- | --- | --- |
| 1    | Jamaïque               | 5   | 4 | 2 | 1 | 1 | 5  | 2  | +3   |  | Jamaïque                   |     | 2-0 | 2-0 |
| 2    | Antilles néerlandaises | 4   | 4 | 1 | 2 | 1 | 2  | 3  | -1   |  | Antilles néerlandaises     | 0-0 |     | 1-0 |
| 3    | Cuba                   | 3   | 4 | 1 | 1 | 2 | 3  | 5  | -2   |  | Cuba                       | 2-1 | 1-1 |     |

#### Groupe 2
| Rang | Équipe            | Pts | J | G | N | P | Bp | Bc | Diff |  | Résultats (▼ dom., ► ext.) |     |     |     |
| ---- | ----------------- | --- | - | - | - | - | -- | -- | ---- |  | -------------------------- | --- | --- | --- |
| 1    | Costa Rica        | 8   | 4 | 4 | 0 | 0 | 9  | 1  | +8   |  | Costa Rica                 |     | 1-0 | 4-0 |
| 2    | Suriname          | 2   | 4 | 1 | 0 | 3 | 8  | 9  | -1   |  | Suriname                   | 1-3 |     | 6-1 |
| 3    | Trinité-et-Tobago | 2   | 4 | 1 | 0 | 3 | 5  | 12 | -7   |  | Trinité-et-Tobago          | 0-1 | 4-1 |     |

#### Groupe 3
| Rang | Équipe     | Pts | J | G | N | P | Bp | Bc | Diff |  | Résultats (▼ dom., ► ext.) |     |     |     |
| ---- | ---------- | --- | - | - | - | - | -- | -- | ---- |  | -------------------------- | --- | --- | --- |
| 1    | Mexique    | 7   | 4 | 3 | 1 | 0 | 8  | 2  | +6   |  | Mexique                    |     | 2-0 | 3-0 |
| 2    | États-Unis | 4   | 4 | 1 | 2 | 1 | 4  | 5  | -1   |  | États-Unis                 | 2-2 |     | 1-1 |
| 3    | Honduras   | 1   | 4 | 0 | 1 | 3 | 1  | 6  | -5   |  | Honduras                   | 0-1 | 0-1 |     |

### Tour final:Mexique
| Rang | Équipe     | Pts | J | G | N | P | Bp | Bc | Diff |  | Résultats (▼ dom., ► ext.) |     |     |     |
| ---- | ---------- | --- | - | - | - | - | -- | -- | ---- |  | -------------------------- | --- | --- | --- |
| 1    | Mexique    | 7   | 4 | 3 | 1 | 0 | 12 | 2  | +10  |  | Mexique                    |     | 1-0 | 8-0 |
| 2    | Costa Rica | 4   | 4 | 1 | 2 | 1 | 8  | 2  | +6   |  | Costa Rica                 | 0-0 |     | 7-0 |
| 3    | Jamaïque   | 1   | 4 | 0 | 1 | 3 | 3  | 19 | -16  |  | Jamaïque                   | 2-3 | 1-1 |     |

## Qualifiés
- Angleterre (pays organisateur)
- Brésil (tenant du titre)
- France
- Allemagne de l'Ouest
- Espagne
- Portugal
- Italie
- Union soviétique
- Suisse
- Bulgarie
- Hongrie
- Argentine
- Uruguay
- Chili
- Mexique
- Corée du Nord